# Isabel Gemio
Isabel Gemio Cardoso (Alburquerque, Badajoz, 5 de enero de 1961) es una periodista y presentadora española de televisión y radio. A finales de la década de 80 se convirtió en un rostro muy popular de la televisión, medio donde ha desarrollado como presentadora una gran parte de su extensa trayectoria profesional. La fundación con su nombre fomenta la Investigación científica de las enfermedades raras.

## Biografía
Nacida en Alburquerque (provincia de Badajoz), muy joven se traslada a Badajoz, donde cursa el bachillerato y posteriormente comienza sus estudios de Arte Dramático. Inicia su labor periodística en un programa en Radio Extremadura de la Cadena Ser dedicado a universitarios, descubriendo su verdadera vocación. Pronto pasó a Cataluña y, bajo el nombre de Isabel Garbí, desde la ondas de Radio Barcelona (Cadena SER) presentó programas como La chica de la radio, Cita a las cinco o El Diván.
Su paso al mundo de la televisión se produjo en 1984, de la mano de Andrés Caparrós con el que compartió la presentación del concurso infantil Los sabios (entonces con el apellido artístico Garbí) de TVE y posteriormente pasó a Telesur con el programa Hoy mismo. De vuelta a la radio, trabajó tanto en la Cadena Rato como en Radio Nacional de España. 
En 1988 es llamada de nuevo por Televisión Española para sustituir a Manuel Hidalgo durante el verano en el magacín Tal cual  y en 1989, relevaba a Julia Otero al frente del concurso 3x4, en el que permanece un año. Para presentar este programa, recupera de manera permanente su apellido paterno como un homenaje a él, recientemente fallecido.
Más adelante, sería fichada por Antena 3 Televisión donde, entre 1993 y 1994, presenta el programa Lo que necesitas es amor. Lanza en 1996 la versión española de un programa italiano: Sorpresa ¡Sorpresa!, al frente del cual se mantiene hasta 1998, y que vuelve a presentar durante el mes de enero de 2007.
En los siguientes años alterna radio y televisión, como el magacín matinal De buena mañana (2001-2002) en el que sustituyó a Juan Ramón Lucas y Hay una carta para ti (2002-2004) ambos en Antena 3. Entre el 11 de septiembre de 2004 y diciembre de 2017 presentó el programa de radio Te doy mi palabra en Onda Cero. A partir del verano de 2008, compatibilizó su trabajo en Te doy mi palabra (Onda Cero) con la presentación de un programa de entrevistas en la televisión autonómica de su tierra natal, Extremadura.
La enfermedad de uno de sus hijos le anima a crear en 2008 la Fundación Isabel Gemio para la Investigación de Distrofias Musculares y otras Enfermedades, cuyo objetivo es financiar y fomentar líneas de investigación científica para la erradicación de enfermedades raras, con tres millones de afectados en España.
En 2018, tras 26 años de ausencia, regresa a Televisión Española para presentar el espacio de entrevistas Retratos con alma. En abril de 2023, estrena el pódcast El refugio de los salmones, producido por Quality Media.
En julio de 2025, se anuncia su regreso a la radio, para septiembre de ese año, con el espacio nocturno El último tren, de 00:00 a 02:00 horas, en Radio Nacional de España. 

## Vida personal
Divorciada del escultor cubano Julio Nilo Manrique Roldán (nació en Matanzas, Cuba, en 1969), ha compartido su vida con el empresario Xavier Bennasar.
Tiene dos hijos; Gustavo, que padece una enfermedad poco frecuente, la Distrofia muscular de Duchenne, y Diego.

## Premios
- TP de Oro (1994) a la Mejor Presentadora por Lo que necesitas es amor.
- TP de Oro (1996) a la Mejor Presentadora por Sorpresa ¡Sorpresa!.
- Garbanzo de Plata (1996).
- Micrófono de Plata (2005) por Te doy mi palabra.
- Antena de Oro (2006) por Te doy mi palabra.
- Premio del Club Internacional de Prensa (2007)
- Micrófono de Oro (2009) por Te doy mi palabra.
- Premio Clara Campoamor (2014), por su contribución a la promoción de la igualdad de género en los medios de comunicación.
- Premio Ondas (2017) a la trayectoria.
- Premio Radio y Televisión 2019, a la trayectoria en la radio.

## Trayectoria en Radio
- La chica de la radio en Radio Barcelona (Cadena SER).
- Cita a las cinco en Radio Barcelona (Cadena SER).
- El Diván en Radio Barcelona (Cadena SER).
- Noches de amor en Radio Nacional de España.
- Te doy mi palabra (2004 - 2017) en Onda Cero.
- El último tren (septiembre 2025-) en Radio Nacional de España.

## Trayectoria en televisión
- Los Sabios (1983-1984) en TVE. Presentadora
- Hoy Mismo - (Magazine Territorial TVE Andalucía) (1986) en TVE. Presentadora
- La tarde (1987) en TVE. Presentadora
- Tal Cual (1988) en TVE. Presentadora
- 3x4 (1989-1990) en TVE. Presentadora
- Arco de Triunfo (1991) en TVE. Presentadora
- Festival de la Canción de Eurovisión 1991 en TVE. Presentadora
- Juegos sin fronteras (1991) en TVE. Presentadora
- Acompáñame (1992) en TVE. Presentadora
- Festival de la Canción de Eurovisión 1992 en TVE. Presentadora
- Lo que necesitas es amor (1993-1994) en Antena 3. Presentadora
- Esta noche, sexo (1995) en Antena 3. Presentadora
- Hoy por ti (1996) en Antena 3. Presentadora
- Sorpresa ¡Sorpresa! (1996-1998) y (2007) en Antena 3. Presentadora
- Hablemos claro (1999-2000) en Canal Sur.
- Noche y día (2001) en Antena 3. Presentadora
- De buena mañana (2002) en Antena 3. Presentadora
- Hay una carta para ti (2002-2004) en Antena 3. Presentadora
- Cuéntaselo a Isabel (2008-2009) en Canal Extremadura TV. Presentadora
- Todos somos raros, todos somos únicos (2014) en TVE. Presentadora
- 1, 2, 3... Hipnotízame (2017) en Antena 3. Invitada
- El hormiguero 3.0 (2017) en Antena 3. Invitada
- La mañana de La 1 (2017-act) en TVE. Invitada y colaboradora
- Viva la vida (2018) en Telecinco. Invitada
- Retratos con alma (2018-2019) en TVE. Presentadora
- El documental Antena 3: 30 años de historia (2020) en Antena 3. Colaboradora
- Lazos de sangre (2021) en TVE. Colaboradora
- La noche D (2022) en TVE. Invitada
- Zapeando (2022) en La Sexta. Invitada
- Anatomía de... (2023) en La Sexta. Invitada
- Bake Off: Famosos al horno (2025) en La 1. Concursante

#### Series de televisión
- Si lo hubiera sabido (2022) en Netflix. Como ella misma. 1 episodio

## Documentales
- 2018. Jóvenes invisibles. Documental dirigido por Isabel Gemio sobre la convivencia con una enfermedad rara desde la juventud. A través de testimonios, muestra cómo afrontan la vida y superan las dificultades.[13]

## Libros publicados
- 365 recetas de cocina para cada día –con María José Tejera– (2010). ISBN 9788408095002
- Aprende a ser feliz. Te doy mi palabra –con María Jesús Álava– (2011). ISBN 9788467037432
- Mi hijo, mi maestro (2018). ISBN 9788491644002